# Coppa CERS 1997-1998
La Coppa CERS 1997-1998 è stata la 18ª edizione dell'omonima competizione europea di hockey su pista riservata alle squadre di club. Il torneo ha avuto inizio il 10 gennaio e si è concluso il 16 maggio 1998. 
Il titolo è stato conquistato dagli spagnoli del Noia per la prima volta nella loro storia sconfiggendo in finale i portoghesi del Paço de Arcos.
In quanto squadra vincitrice il Noia ha ottenuto anche il diritto di partecipare alla Coppa Continentale 1998-1999.

## Squadre partecipanti
| Nazione     | Club            | Città                  | Qualificazione                          |
| ----------- | --------------- | ---------------------- | --------------------------------------- |
| Austria     | Villach         | Villach                | 1º nel campionato austriaco 1997        |
| Belgio      | Rolta           | Lovanio                |                                         |
| Francia     | Mérignac        | Mérignac               | 6º in Nationale 1 1996-1997             |
| Francia     | Ploufragan      | Ploufragan             | 5º in Nationale 1 1996-1997             |
| Francia     | SCRA Saint-Omer | Saint-Omer             | 4º in Nationale 1 1996-1997             |
| Inghilterra | Letchworth      | Letchworth Garden City | 2º in Roller Hockey Premier League 1997 |
| Inghilterra | Sheffield       | Sheffield              | 3º in Roller Hockey Premier League 1997 |
| Italia      | Bassano         | Bassano del Grappa     | 6º in Serie A1 1996-1997                |
| Italia      | Prato Primavera | Prato                  | 4º in Serie A1 1996-1997                |
| Portogallo  | Gulpilhares     | Vila Nova de Gaia      | 5º in 1ª Divisão 1996-1997              |
| Portogallo  | Paço de Arcos   | Paço de Arcos          | 6º in 1ª Divisão 1996-1997              |
| Portogallo  | Sporting Tomar  | Tomar                  | 7º in 1ª Divisão 1996-1997              |
| Spagna      | Noia            | Sant Sadurní d'Anoia   | 4º in División de Honor 1996-1997       |
| Spagna      | Reus Deportiu   | Reus                   | 5º in División de Honor 1996-1997       |
| Spagna      | Vilafranca      | Vilafranca del Penedès | 7º in División de Honor 1996-1997       |
| Svizzera    | Münsingen Wölfe | Münsingen              | 3º in Lega Nazionale A 1997             |

## Risultati

### Ottavi di finale
| Squadra 1       | Totale | Squadra 2       | Andata | Ritorno |
| --------------- | ------ | --------------- | ------ | ------- |
| Bassano         | 4 - 11 | Noia            | 2 - 6  | 2 - 5   |
| Gulpilhares     | 4 - 3  | Reus Deportiu   | 2 - 0  | 2 - 3   |
| Mérignac        | 30 - 1 | Sheffield       | 19 - 0 | 11 - 1  |
| Rolta           | 5 - 34 | Prato Primavera | 5 - 7  | 0 - 27  |
| Münsingen Wölfe | 1 - 21 | Paço de Arcos   | 1 - 10 | 0 - 11  |
| SCRA Saint-Omer | 15 - 5 | Villach         | 10 - 2 | 5 - 3   |
| Sporting Tomar  | 15 - 5 | Ploufragan      | 9 - 2  | 6 - 3   |
| Vilafranca      | 48 - 2 | Letchworth      | 24 - 1 | 24 - 1  |

### Quarti di finale
| Squadra 1   | Totale | Squadra 2       | Andata | Ritorno |
| ----------- | ------ | --------------- | ------ | ------- |
| Gulpilhares | 5 - 7  | Paço de Arcos   | 2 - 4  | 3 - 3   |
| Mérignac    | 5 - 14 | Sporting Tomar  | 3 - 6  | 2 - 8   |
| Noia        | 7 - 6  | Prato Primavera | 4 - 2  | 3 - 4   |
| Vilafranca  | 12 - 5 | SCRA Saint-Omer | 6 - 2  | 6 - 3   |

### Semifinali
| Squadra 1      | Totale | Squadra 2     | Andata | Ritorno |
| -------------- | ------ | ------------- | ------ | ------- |
| Sporting Tomar | 3 - 12 | Noia          | 2 - 4  | 1 - 8   |
| Vilafranca     | 5 - 6  | Paço de Arcos | 5 - 3  | 0 - 3   |

### Finale
| Squadra 1 | Totale | Squadra 2     | Andata | Ritorno |
| --------- | ------ | ------------- | ------ | ------- |
| Noia      | 7 - 6  | Paço de Arcos | 5 - 2  | 2 - 4   |